# Эккард, Джон Жиль
Джон Жиль Эккард (англ. John Giles Eccardt, род. 1720г. - ум. 1779г.) - английский художник - портретист немецкого происхождения.

## Биография
Дж.Ж.Эккард приехал в Англию ещё совсем молодым художником, учеником известного французского живописца Жана-Батиста ван Лоо (*), у которого также работал ассистентом. После того, как ван Лоо в 1742 году покинул Англию, Эккапд вместе с другим ассистентом французского живописца, Роотом, остаётся в Лондоне. Здесь они вдвоём открывают художественное ателье портретной живописи, в котором существовало распределение обязанностей - Роот писал на совместных картинах элементы одежды, украшений, интерьер и пр., Эккард же выписывал лица, руки, причёски и т.д в «стиле ван Лоо». В середине XVIII столетия художник пишет портреты многих ведущих представителей британского общества. Одним из постоянных клиентом Дж.Ж.Эккарда был известный писатель-мистик Хорас Уолпол (писал его неоднократно между 1746 и 1754 годами).

## Галерея

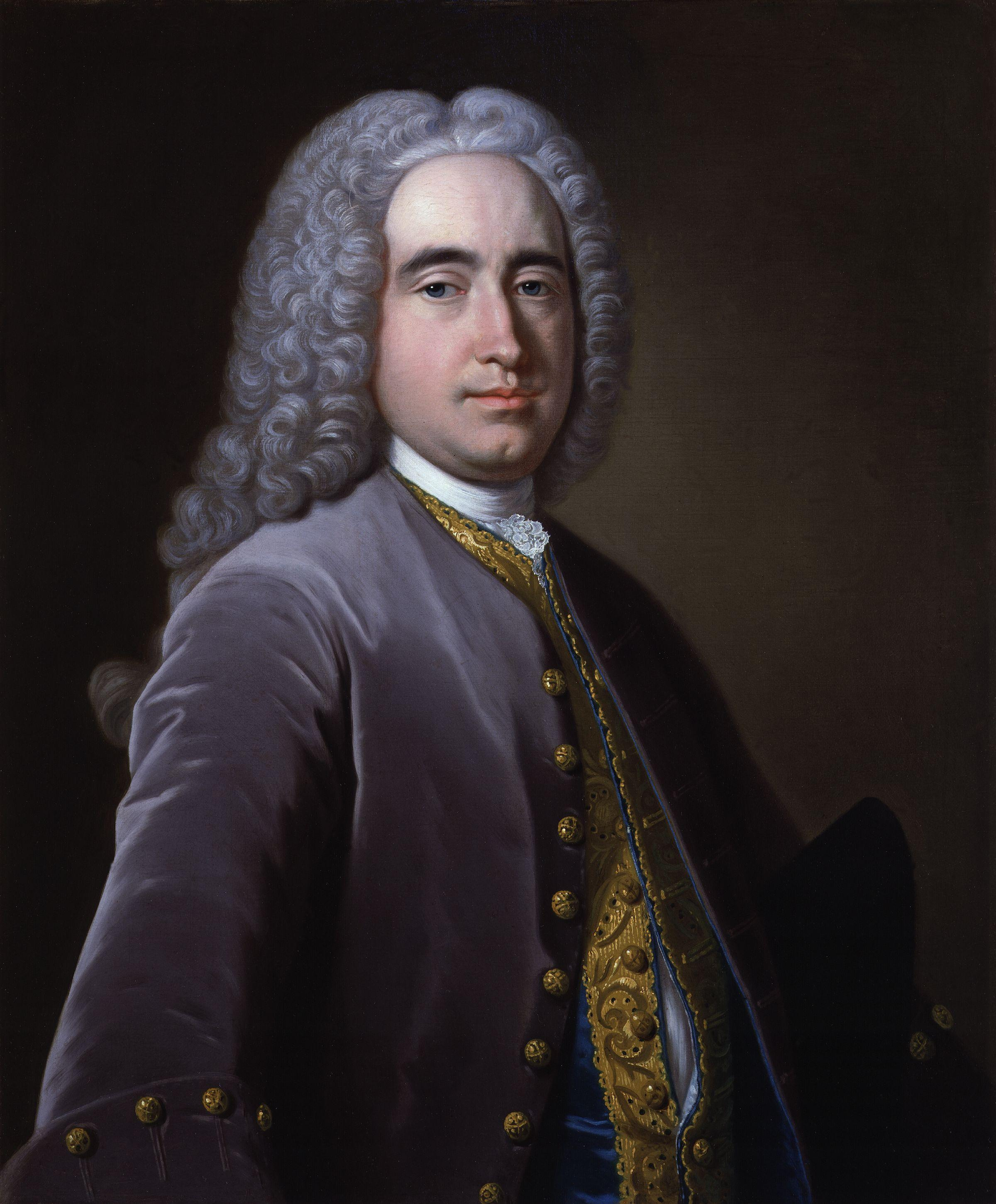
Портрет Генри Фокса.
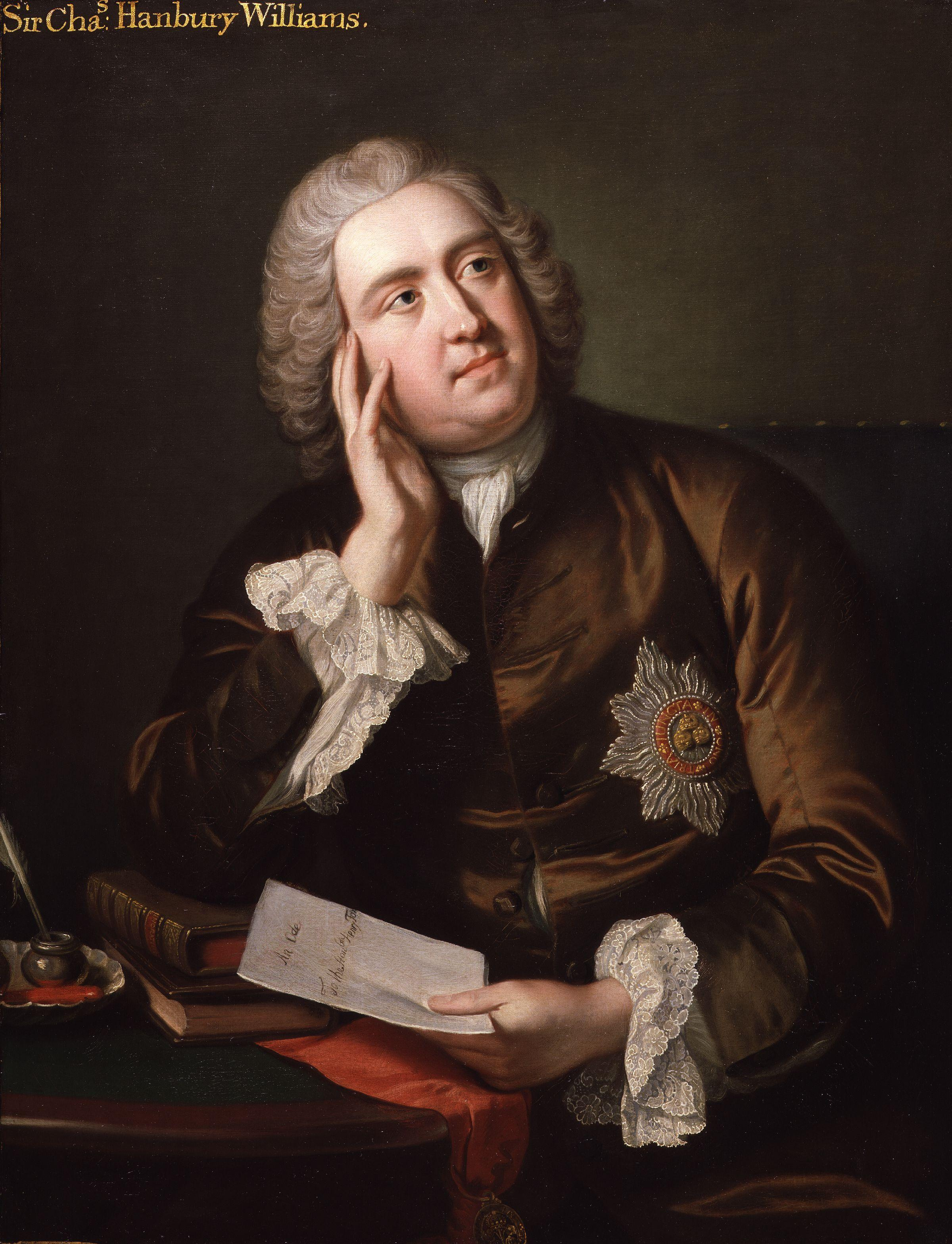
Портрет сэра Чарльза Х.Уильямса.
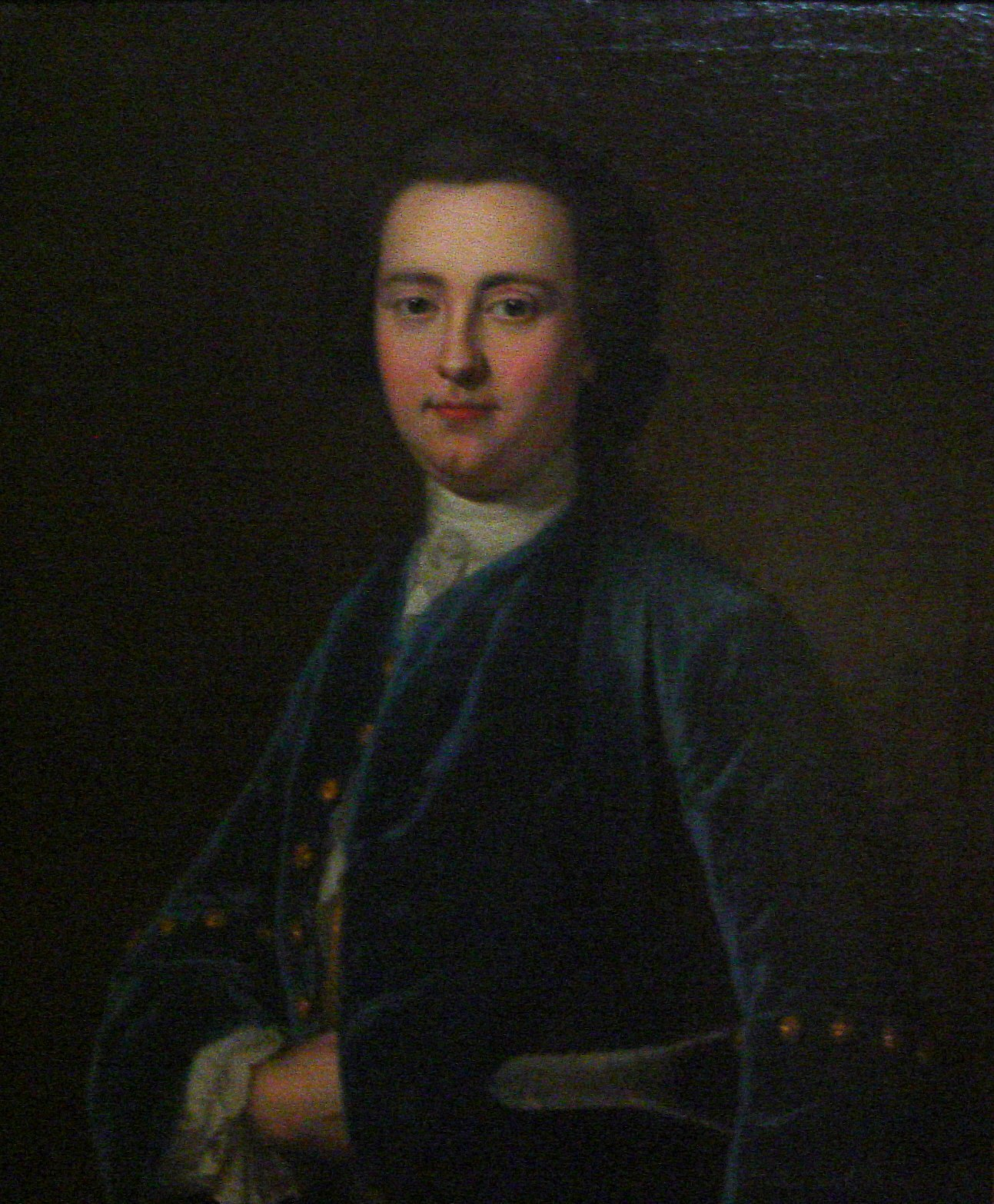
Портрет Джорджа Монтагю